# Nová Huť (Dýšina)
Nová Huť je vesnice, část obce Dýšina v okrese Plzeň-město v Plzeňském kraji. Nachází se asi 1,5 kilometru severovýchodně od Dýšiny. Je zde evidováno 131 adres. V roce 2011 zde trvale žilo 422 obyvatel.
Nová Huť leží v katastrálním území Dýšina o výměře 10,38 km².

## Historie
První písemná zmínka o vesnici pochází z roku 1788.

## Obyvatelstvo
| Rok            | 1869 | 1880 | 1890 | 1900 | 1910 | 1921 | 1930 | 1950 | 1961 | 1970 | 1980 | 1991 | 2001 | 2011 | 2021 |
| -------------- | ---- | ---- | ---- | ---- | ---- | ---- | ---- | ---- | ---- | ---- | ---- | ---- | ---- | ---- | ---- |
| Počet obyvatel | 220  | 211  | 254  | 248  | 243  | 271  | 283  | 431  | 555  | 438  | 363  | 322  | 314  | 422  | 394  |
| Počet domů     | 30   | 31   | 32   | 36   | 41   | 49   | 69   | 102  | 102  | 95   | 98   | 108  | 114  | 124  | 131  |

## Pamětihodnosti
- Bílý mlýn (Nová Huť)

## Galerie

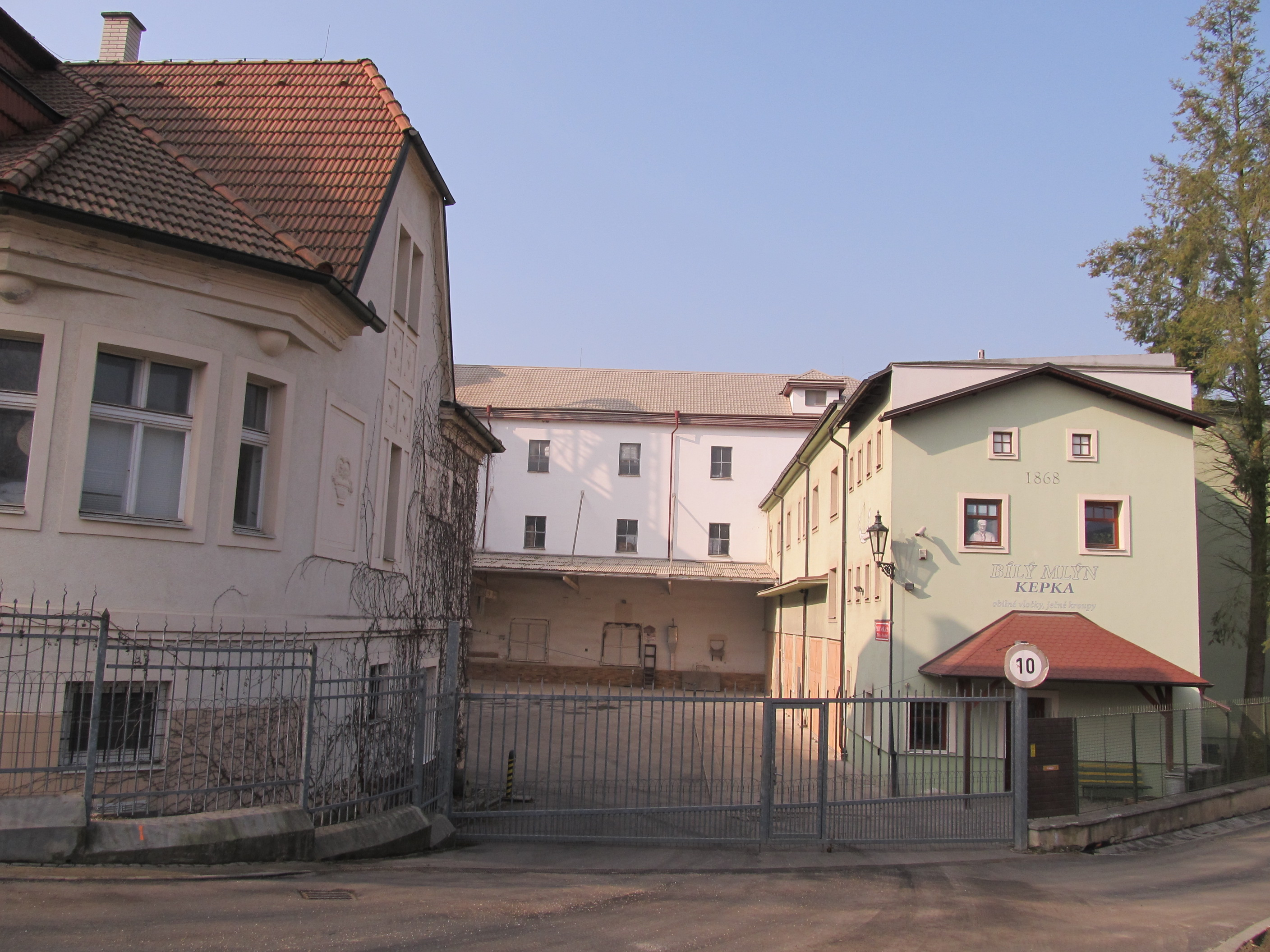
Bílý mlýn
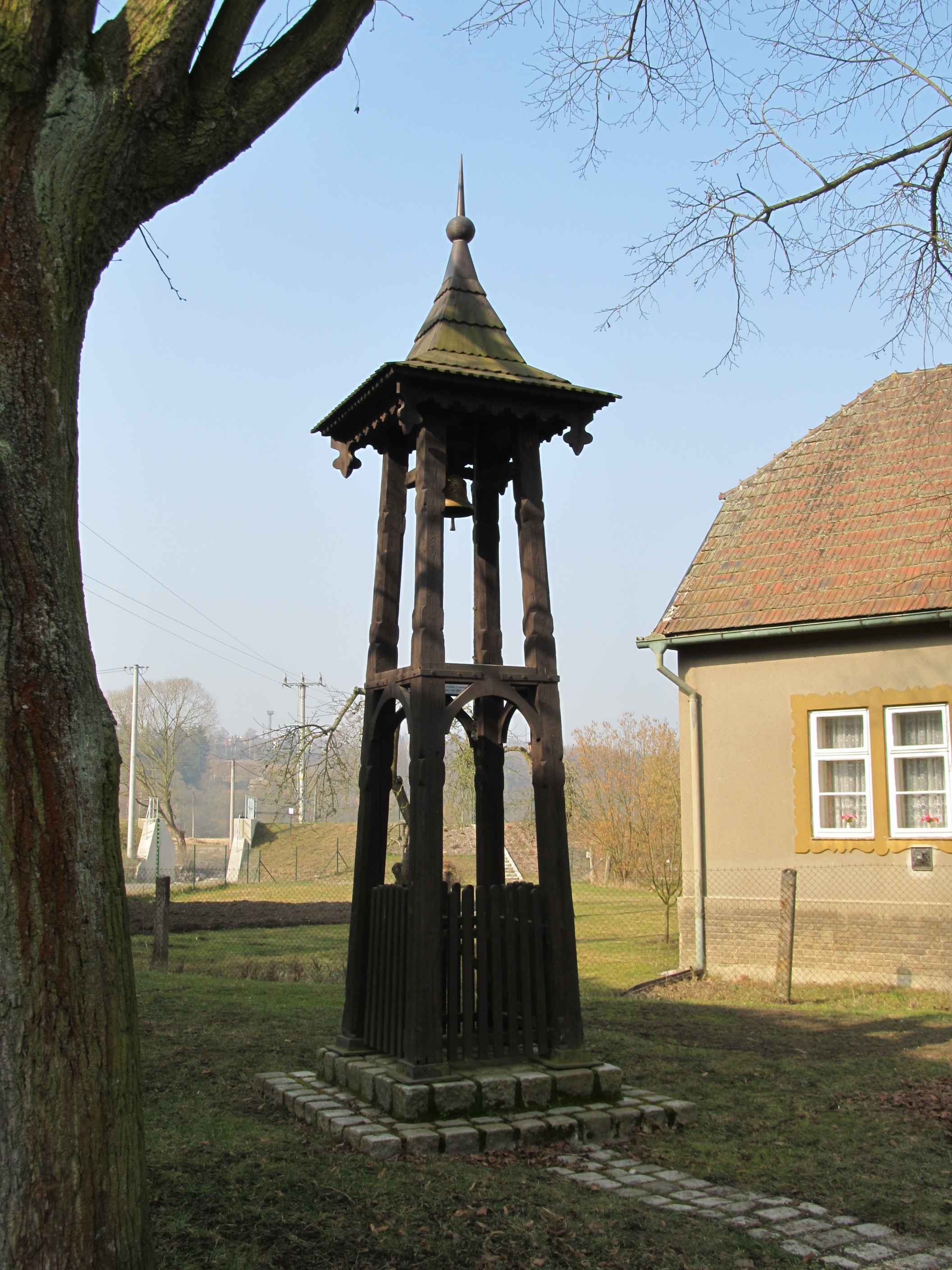
Dřevěná zvonice u Bílého mlýna
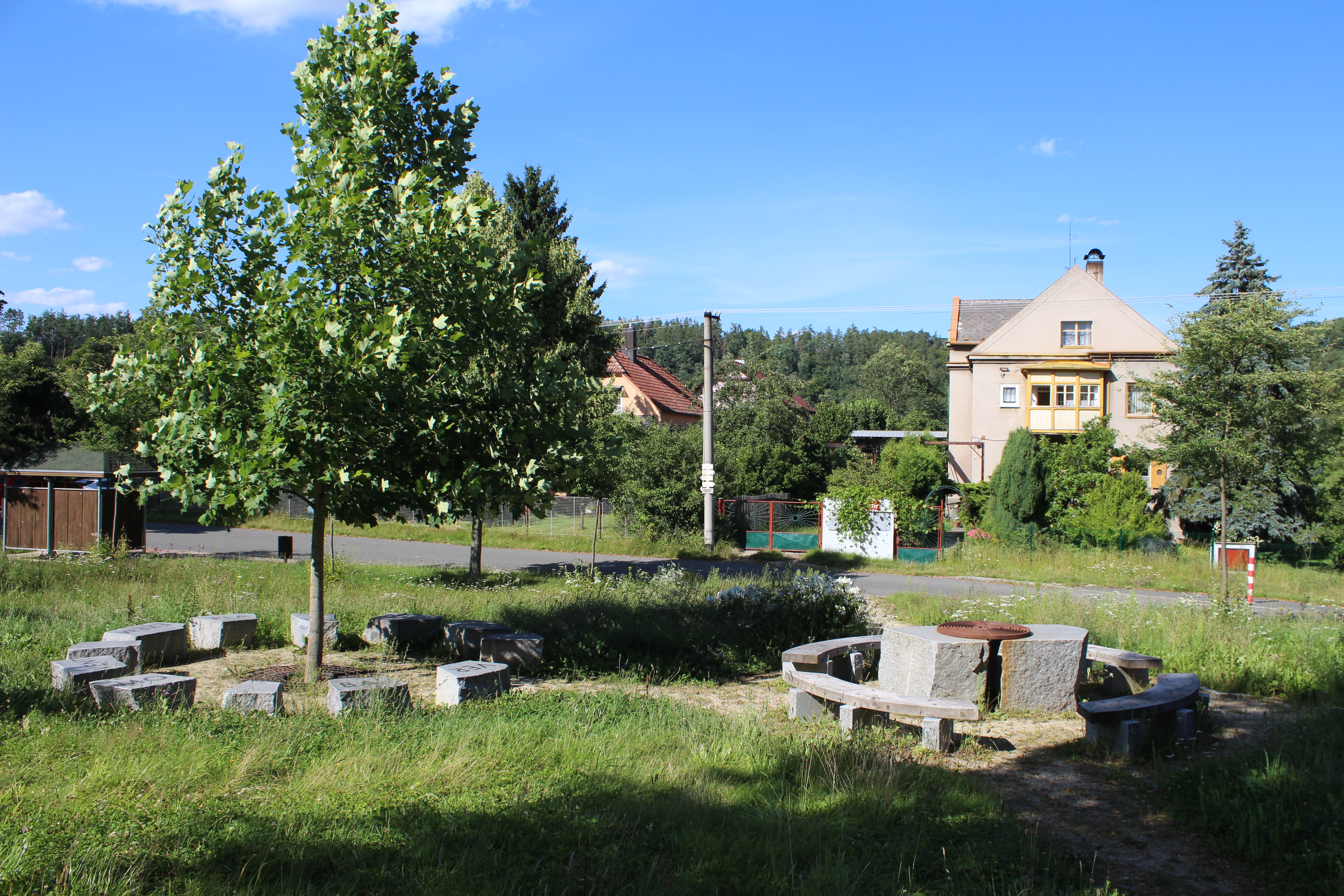
Paškův park
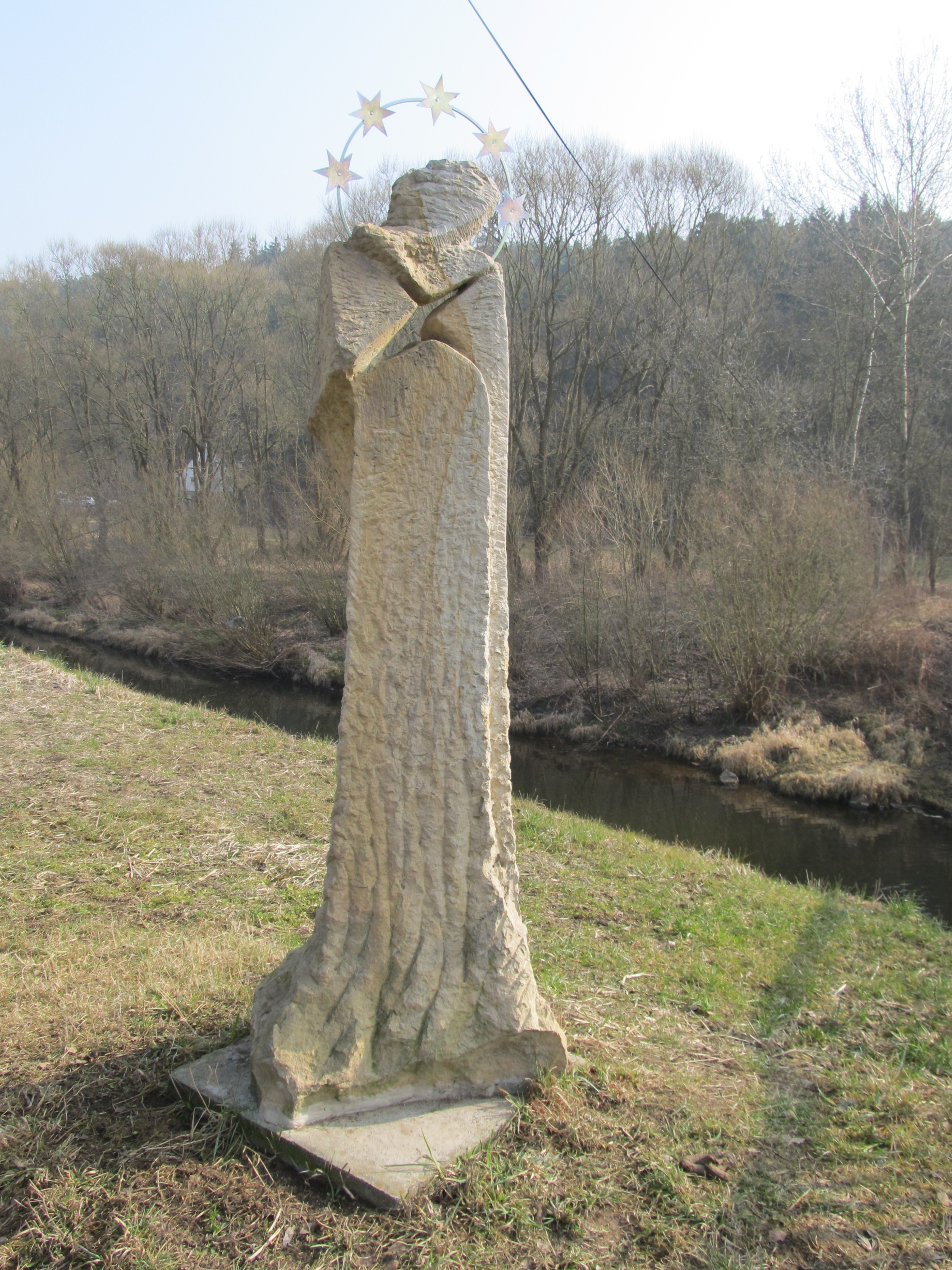
Jan Nepomucký u mostu přes Klabavu
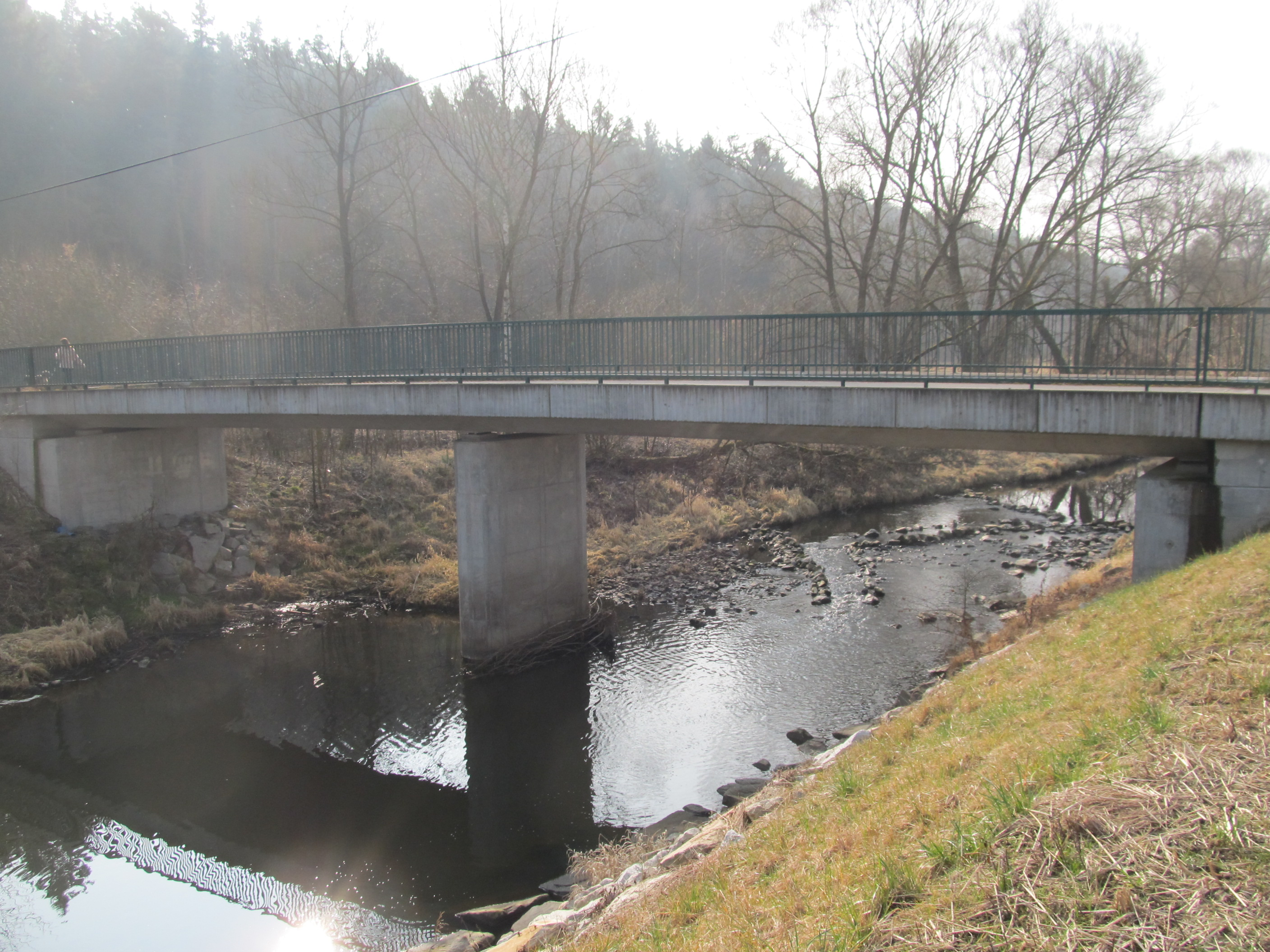
Most přes Klabavu
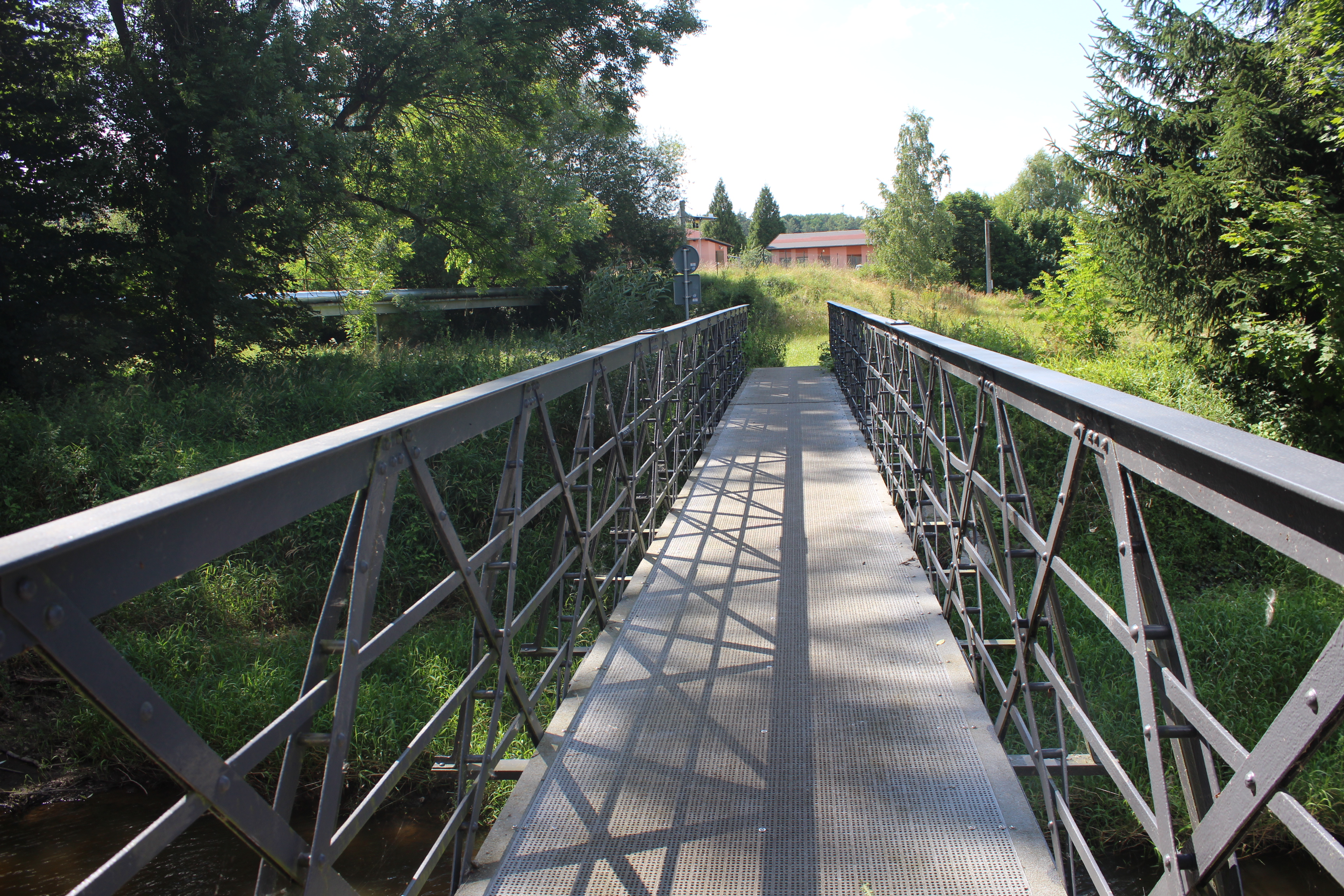
Historická Černá lávka přes Klabavu
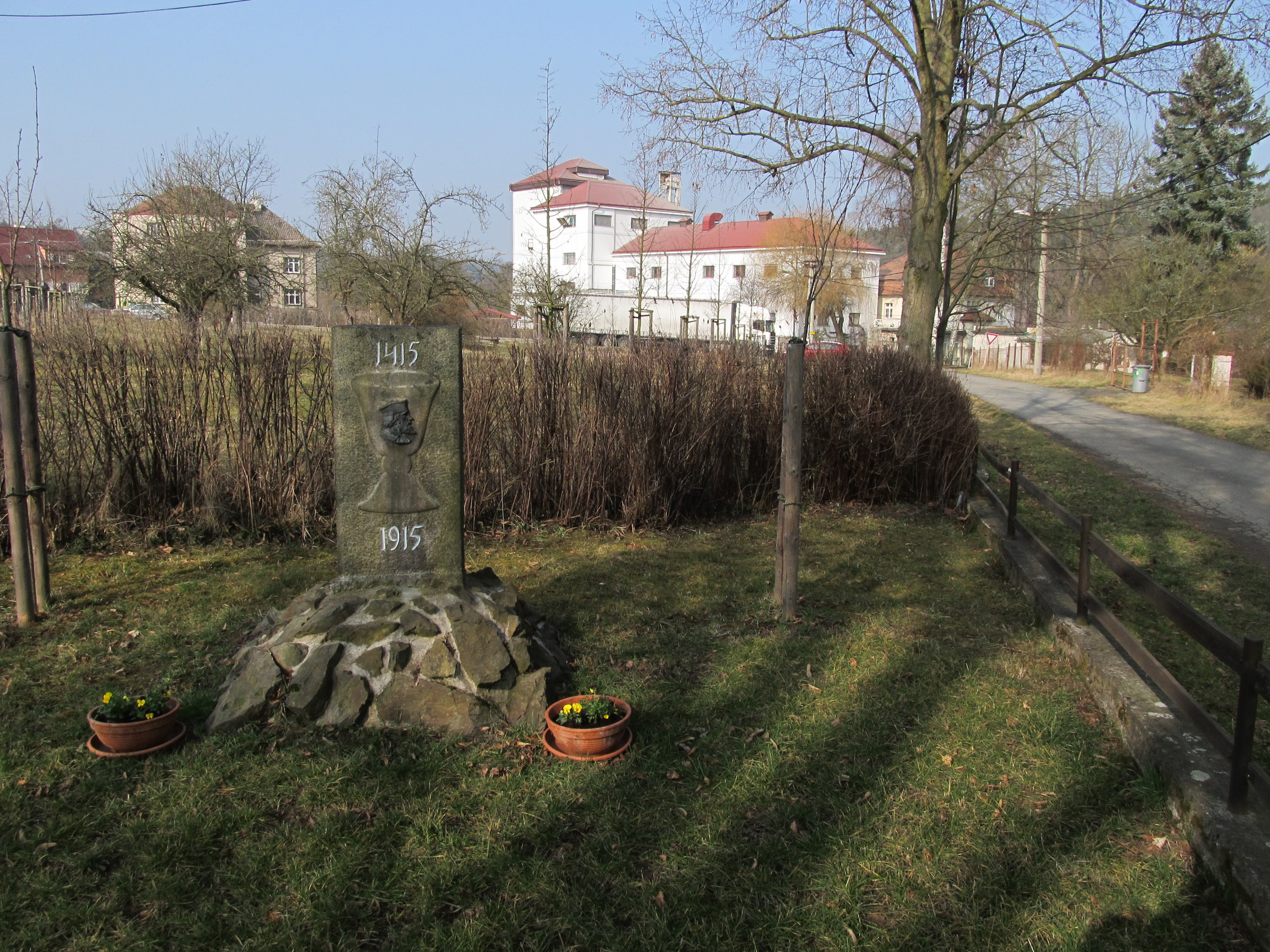
Husův pomník a Bílý mlýn
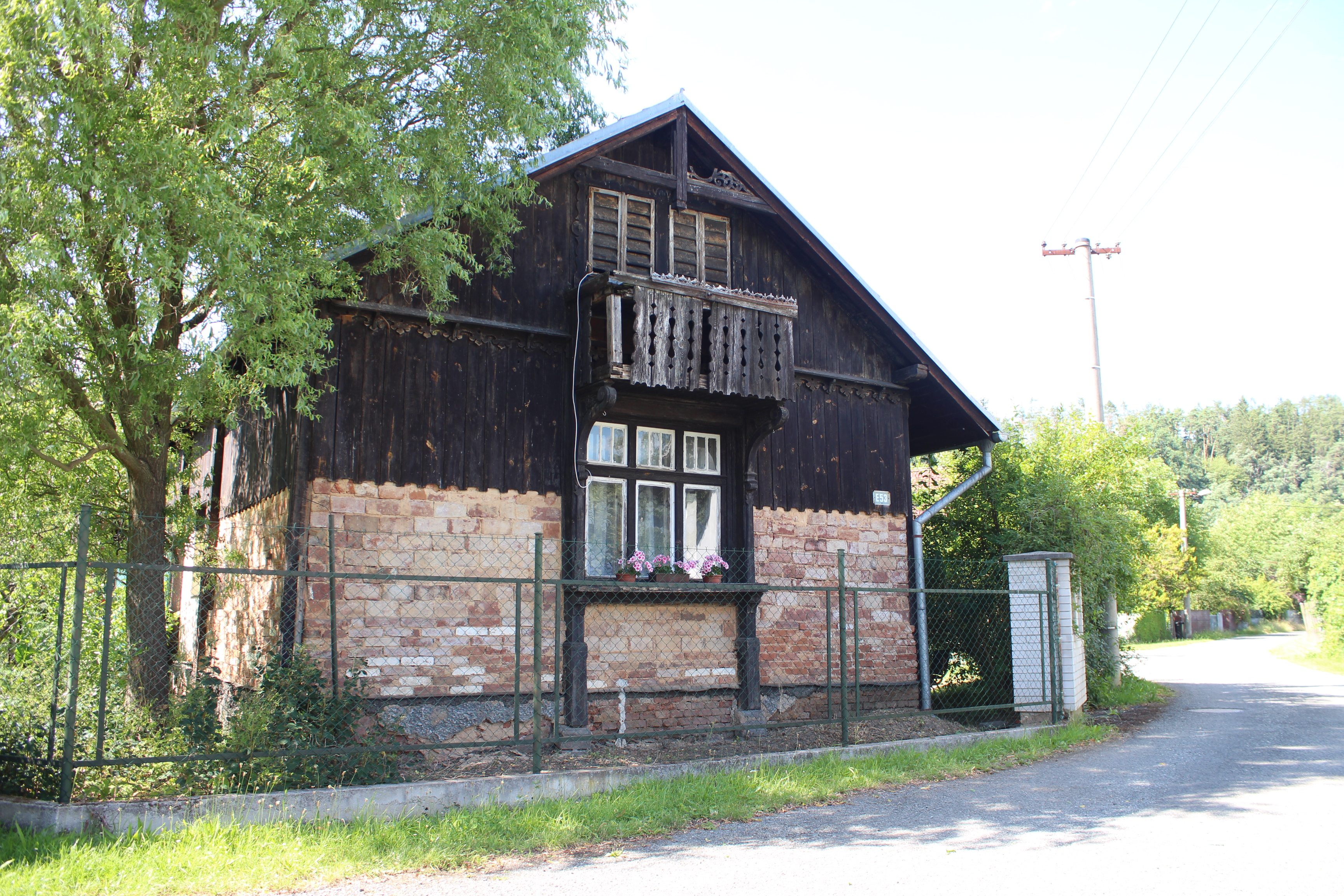
Dům v Mlýnské ulici, ev. č. 53
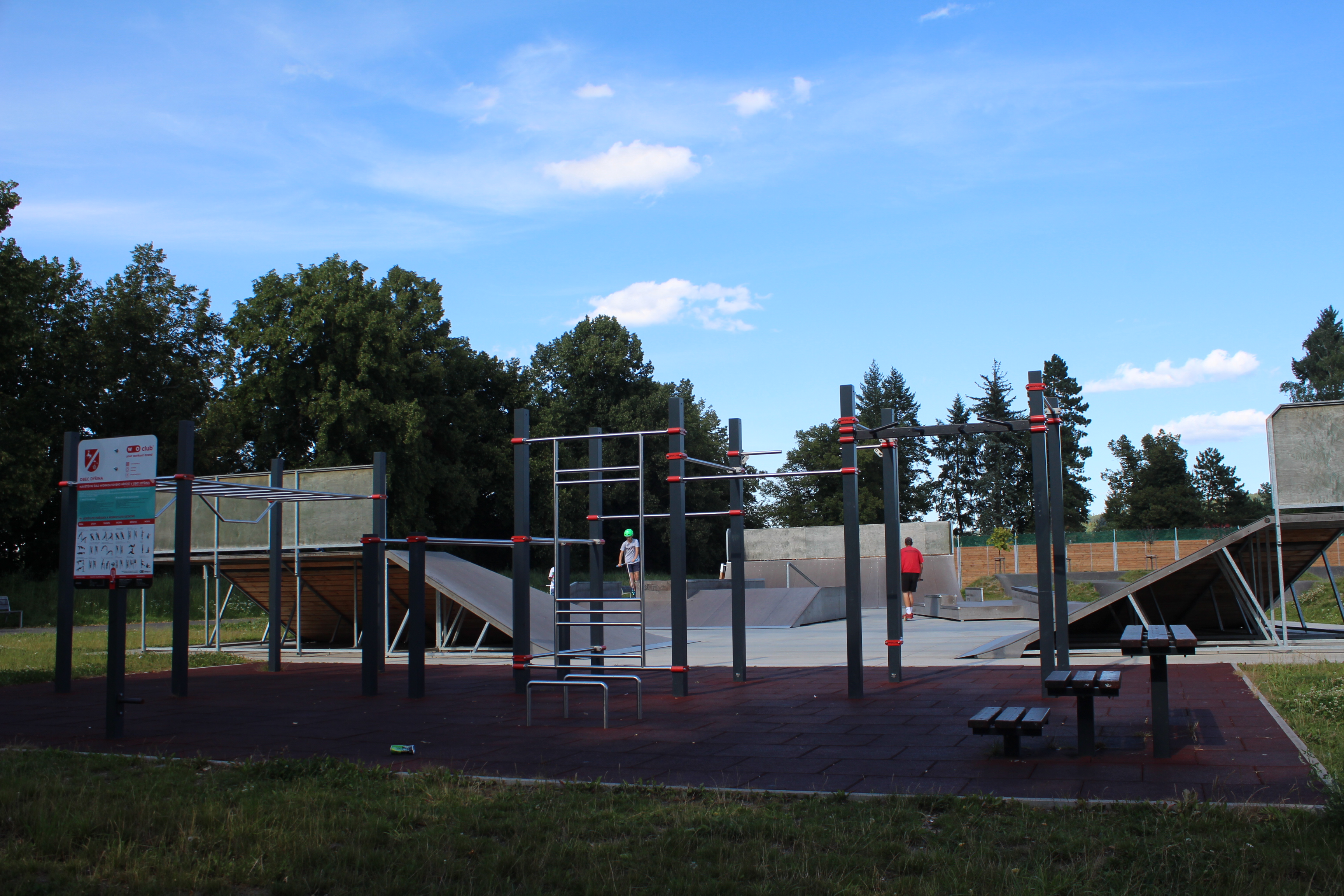
Sportovní areál